# Gran Premi del Japó del 2013
El Gran Premi del Japó de Fórmula 1 de la temporada 2013 s'ha disputat al Circuit de Suzuka, de l'11 al 13 d'octubre del 2013.

## Resultats de la qualificació
| Pos                  | No | Pilot               | Constructor          | Part 1   | Part 2   | Part 3   | Sortida |
| -------------------- | -- | ------------------- | -------------------- | -------- | -------- | -------- | ------- |
| 1                    | 2  | Mark Webber         | Red Bull-Renault     | 1:32.271 | 1:31.513 | 1:30.915 | 1       |
| 2                    | 1  | Sebastian Vettel    | Red Bull-Renault     | 1:32.397 | 1:31.290 | 1:31.089 | 2       |
| 3                    | 10 | Lewis Hamilton      | Mercedes             | 1:32.340 | 1:31.636 | 1:31.253 | 3       |
| 4                    | 8  | Romain Grosjean     | Lotus-Renault        | 1:31.824 | 1:31.565 | 1:31.365 | 4       |
| 5                    | 4  | Felipe Massa        | Ferrari              | 1:31.994 | 1:31.668 | 1:31.378 | 5       |
| 6                    | 9  | Nico Rosberg        | Mercedes             | 1:32.244 | 1:31.764 | 1:31.397 | 6       |
| 7                    | 11 | Nico Hülkenberg     | Sauber-Ferrari       | 1:32.465 | 1:31.848 | 1:31.664 | 7       |
| 8                    | 3  | Fernando Alonso     | Ferrari              | 1:32.371 | 1:31.828 | 1:31.665 | 8       |
| 9                    | 7  | Kimi Räikkönen      | Lotus-Renault        | 1:32.377 | 1:31.662 | 1:31.684 | 9       |
| 10                   | 5  | Jenson Button       | McLaren-Mercedes     | 1:32.606 | 1:31.838 | 1:31.827 | 10      |
| 11                   | 6  | Sergio Pérez        | McLaren-Mercedes     | 1:32.718 | 1:31.989 |          | 11      |
| 12                   | 14 | Paul di Resta       | Force India-Mercedes | 1:32.286 | 1:31.992 |          | 12      |
| 13                   | 17 | Valtteri Bottas     | Williams-Renault     | 1:32.613 | 1:32.013 |          | 13      |
| 14                   | 12 | Esteban Gutiérrez   | Sauber-Ferrari       | 1:32.673 | 1:32.063 |          | 14      |
| 15                   | 16 | Pastor Maldonado    | Williams-Renault     | 1:32.875 | 1:32.093 |          | 15      |
| 16                   | 19 | Daniel Ricciardo    | Toro Rosso-Ferrari   | 1:32.804 | 1:32.485 |          | 16      |
| 17                   | 15 | Adrian Sutil        | Force India-Mercedes | 1:32.890 |          |          | 221     |
| 18                   | 18 | Jean-Éric Vergne    | Toro Rosso-Ferrari   | 1:33.357 |          |          | 17      |
| 19                   | 23 | Max Chilton         | Marussia-Cosworth    | 1:34.320 |          |          | 18      |
| 20                   | 20 | Charles Pic         | Caterham-Renault     | 1:34.556 |          |          | 202     |
| 21                   | 21 | Giedo van der Garde | Caterham-Renault     | 1:34.879 |          |          | 19      |
| 22                   | 22 | Jules Bianchi       | Marussia-Cosworth    | 1:34.958 |          |          | 212     |
| Temps 107%: 1:38.251 |    |                     |                      |          |          |          |         |
| Font:                |    |                     |                      |          |          |          |         |

Notes:

^1  — Adrian Sutil va rebre 5 llocs de penalització a la graella per substituir la caixa de canvi 

^2  — Charles Pic i Jules Bianchi van rebre 10 posicions de penalització per reincidència.

## Resultats de la Cursa
| Pos   | No | Pilot               | Constructor          | Voltes | Temps / Retirada | Pos.Sortida | Punts |
| ----- | -- | ------------------- | -------------------- | ------ | ---------------- | ----------- | ----- |
| 1     | 1  | Sebastian Vettel    | Red Bull-Renault     | 53     | 1h 26' 49. 301   | 2           | 25    |
| 2     | 2  | Mark Webber         | Red Bull-Renault     | 53     | + 7.129 s        | 1           | 18    |
| 3     | 8  | Romain Grosjean     | Lotus-Renault        | 53     | + 9.910 s        | 4           | 15    |
| 4     | 3  | Fernando Alonso     | Ferrari              | 53     | + 45.605 s       | 8           | 12    |
| 5     | 7  | Kimi Räikkönen      | Lotus-Renault        | 53     | + 47.325 s       | 9           | 10    |
| 6     | 11 | Nico Hülkenberg     | Sauber-Ferrari       | 53     | + 51.615 s       | 7           | 8     |
| 7     | 12 | Esteban Gutiérrez   | Sauber-Ferrari       | 53     | + 1:11.630 min.  | 14          | 6     |
| 8     | 9  | Nico Rosberg        | Mercedes             | 53     | + 1:12.023 min.  | 6           | 4     |
| 9     | 5  | Jenson Button       | McLaren-Mercedes     | 53     | + 1:20.821 min.  | 10          | 2     |
| 10    | 4  | Felipe Massa        | Ferrari              | 53     | + 1:29.263 min.  | 5           | 1     |
| 11    | 14 | Paul di Resta       | Force India-Mercedes | 53     | + 1:38.572 min.  | 12          |       |
| 12    | 18 | Jean-Éric Vergne    | Toro Rosso-Ferrari   | 52     | + 1 volta        | 17          |       |
| 13    | 19 | Daniel Ricciardo    | Toro Rosso-Ferrari   | 52     | + 1 volta        | 16          |       |
| 14    | 15 | Adrian Sutil        | Force India-Mercedes | 52     | + 1 volta        | 22          |       |
| 15    | 6  | Sergio Pérez        | McLaren-Mercedes     | 52     | + 1 volta        | 11          |       |
| 16    | 16 | Pastor Maldonado    | Williams-Renault     | 52     | + 1 volta        | 15          |       |
| 17    | 17 | Valtteri Bottas     | Williams-Renault     | 52     | + 1 volta        | 13          |       |
| 18    | 20 | Charles Pic         | Caterham-Renault     | 52     | + 1 volta        | 20          |       |
| 19    | 23 | Max Chilton         | Marussia-Cosworth    | 52     | + 1 volta        | 18          |       |
| Ret   | 10 | Lewis Hamilton      | Mercedes             | 7      | Col·lisió        | 3           |       |
| Ret   | 21 | Giedo van der Garde | Caterham-Renault     | 0      | Col·lisió        | 19          |       |
| Ret   | 22 | Jules Bianchi       | Marussia-Cosworth    | 0      | Col·lisió        | 21          |       |
| Font: |    |                     |                      |        |                  |             |       |